# Külsheim (Bad Windsheim)
Külsheim (fränkisch: Küldsa) ist ein Gemeindeteil der Stadt Bad Windsheim, Landkreis Neustadt an der Aisch-Bad Windsheim (Mittelfranken, Bayern). Die Gemarkung Külsheim hat eine Fläche von 8,735 km². Sie ist in 1294 Flurstücke aufgeteilt, die eine durchschnittliche Fläche von 6750,39 m² haben. In ihr liegt neben dem namensgebenden Ort der Gemeindeteil Erkenbrechtshofen.

## Geographie
Das Kirchdorf liegt in der Windsheimer Bucht und ist von Feldern umgeben. Durch den Ort fließt der Kühwasengraben, der ein linker Zufluss der Aisch über ihren Flutkanal ist. Im Nordwesten liegt das Flurgebiet In der Mürben. Dort befinden sich die Geotope Häfeleinsbrunnen und der Külsheimer Gipshügel, letzteres ist zugleich ein Naturschutzgebiet. Im Norden erheben sich der Vordere und Hintere Berg; diese sogenannte Zeugenberglandschaft ist ebenfalls ein Geotop. Im Süden grenzt das Gewerbegebiet von Bad Windsheim an und im Westen der Kurpark.
Eine Gemeindeverbindungsstraße führt zur Staatsstraße 2253 (0,9 km nördlich) bzw. nach Bad Windsheim zur Kreisstraße NEA 40 (0,8 km südlich).

## Geschichte
Gegründet wurde der Ort wahrscheinlich während der merowingischen Siedlungszeit der Fränkischen Landnahme. 790 wurde der Ort anlässlich einer Schenkung an das Kloster Lorsch erstmals als „Gullesheim“ urkundlich im Lorscher Codex erwähnt. Das Bestimmungswort des Ortsnamens ist der Gullo, der Personenname des fränkischen Siedlers. Wesentlich älter dürfte die Burg sein, die auf den Resten einer ehemaligen keltischen Fliehburg errichtet wurde, vermutlich eine Wallanlage aus der Zeit etwa 450 v. Chr. Die Burg war Sitz der Ritter von Külsheim, einem gegen Ende des 10. Jahrhunderts angesehenen Geschlechts, die Lehensleute der Herren von Hohenlohe waren. Külsheim war zu dieser Zeit ein Reichsdorf. Unter König Albert wurde das Reichsdorf an die Herren von Hohenlohe verpfändet. Diese wiederum verkauften es infolge von Schulden an die Reichsstadt Rothenburg.
Im Jahr 1285 wurde in einer Urkunde des Kaisers Rudolf bestätigt, dass das Kloster Heilsbronn u. a. in Külsheim begütert ist. Insgesamt erwarb das Kloster vier Bauernhöfe und eine Wiese.
1348/1350 wurde ein Friedrich Esel, Ritter zu Külsheim genannt. 1381 wurde die Burg durch Truppen der Reichsstadt Windsheim wegen Raubrittertums zerstört als sich das Volk gegen den Adel auflehnte. Um 1413 waren die Ritter von Külsheim ausgestorben. 1525 gingen die Hoheitsrechte an Kasimir, Markgraf von Brandenburg-Kulmbach über. Die Reformation wurde 1525 eingeführt.
Im März 1648, am Ende des Dreißigjährigen Kriegs, wurde Külsheim durch schwedische Truppen, die Windsheim belagerten, fast völlig zerstört. Außer der Kirche und eines Hauses musste der Ort komplett abgerissen werden.
Gegen Ende des 18. Jahrhunderts gab es in Külsheim 44 Anwesen. Das Hochgericht übte die Reichsstadt Windsheim aus. Sie hatte ggf. an das brandenburg-bayreuthische Vogtamt Lenkersheim auszuliefern. Die Dorf- und Gemeindeherrschaft hatte das Reichsstadt Windsheim. Grundherren waren die Reichsstadt Windsheim (21 Anwesen: 1 Mühle, 15 Güter, 2 Halbgüter, 1 Gütlein, 2 Häckersgüter), das Fürstentum Bayreuth (21 Anwesen; Kastenamt Ipsheim: 1 Wirtshaus, 4 Güter, 6 Häuser, 1 Schmiede; Kastenamt Windsheim: Kirche, Schulhaus, Amtshaus, Amtsknechthaus, 1 Halbhof, 3 Güter; Klosteramt Birkenfeld: 1 Halbhof, 3 Güter), das Schwarzenbergische Amt Seehaus (1 Gut) und die Rieter’sche Stiftungsverwaltung Kornburg (1 Gut).
Von 1797 bis 1810 unterstand der Ort dem Justizamt Külsheim und Kammeramt Ipsheim. 1810 kam Külsheim an das Königreich Bayern. Im Rahmen des Gemeindeedikts wurde 1811 der Steuerdistrikt Külsheim gebildet, zu dem Erkenbrechtshofen, Humprechtsau, Oberntief und Unterntief gehörten. 1817 entstand die Ruralgemeinde Külsheim, die deckungsgleich mit dem Steuerdistrikt war. Mit dem Zweiten Gemeindeedikt (1818) wurde drei Ruralgemeinden gebildet:
- Humprechtsau;
- Külsheim mit Erkenbrechtshofen;
- Oberntief mit Unterntief.[16][17]

Die Ruralgemeinde Külsheim war in Verwaltung und Gerichtsbarkeit dem Landgericht Windsheim zugeordnet und in der Finanzverwaltung dem Rentamt Ipsheim. Die freiwillige Gerichtsbarkeit über ein Anwesen hatte jedoch bis 1848 das Herrschaftsgericht Hohenlandsberg der Fürsten Schwarzenberg inne. Ab 1862 gehörte Külsheim zum Bezirksamt Uffenheim (1939 in Landkreis Uffenheim umbenannt) und ab 1856 zum Rentamt Windsheim (1919 in Finanzamt Windsheim umbenannt, seit 1972 Finanzamt Uffenheim). Die Gerichtsbarkeit blieb beim Landgericht Windsheim (1879 in Amtsgericht Windsheim umbenannt), seit 1973 ist das Amtsgericht Neustadt an der Aisch zuständig. Die Gemeinde hatte 1964 eine Gebietsfläche von 8,947 km².
Im Zuge der Gebietsreform in Bayern wurde Külsheim am 1. Mai 1978 nach Bad Windsheim eingemeindet.

### Baudenkmäler
In Külsheim gibt es drei Baudenkmäler:
- St. Walburga, evang.-luth. Pfarrkirche
- Schloßstr. 5: ehemaliges Gasthaus
- Schloßstr. 6: ehemalige Zehntscheune

### Bodendenkmäler
In der Gemarkung Külsheim gibt es 22 Bodendenkmäler.

### Einwohnerentwicklung
Gemeinde Külsheim
| Jahr      | 1818   | 1840   | 1852   | 1855   | 1861   | 1867   | 1871   | 1875   | 1880   | 1885   | 1890   | 1895   | 1900   | 1905   | 1910   | 1919   | 1925   | 1933   | 1939   | 1946   | 1950   | 1952   | 1961   | 1970   |
| Einwohner | 353    | 407    | 427    | 427    | 440    | 438    | 442    | 455    | 440    | 419    | 411    | 386    | 385    | 376    | 372    | 372    | 374    | 333    | 323    | 509    | 448    | 421    | 414    | 458    |
| Häuser    | 68     | 75     |        |        |        |        | 75     |        |        | 76     | 76     |        | 74     |        |        |        | 73     |        |        |        | 72     |        | 81     |        |
| Quelle    | [ 24 ] | [ 25 ] | [ 26 ] | [ 26 ] | [ 27 ] | [ 28 ] | [ 29 ] | [ 30 ] | [ 31 ] | [ 32 ] | [ 33 ] | [ 26 ] | [ 34 ] | [ 26 ] | [ 35 ] | [ 26 ] | [ 36 ] | [ 26 ] | [ 26 ] | [ 26 ] | [ 37 ] | [ 26 ] | [ 19 ] | [ 38 ] |

Ort Külsheim
| Jahr      | 001818 | 001840 | 001861 | 001871 | 001885 | 001900 | 001925 | 001950 | 001961 | 001970 | 001987 | 002011 | 002014 |
| Einwohner | 246    | 310    | 343    | 342    | 334    | 295    | 288    | 344    | 326    | 384    | 293    | 284    | 276    |
| Häuser    | 52     | 59     |        |        | 59     | 57     | 57     | 56     | 65     |        | 76     |        |        |
| Quelle    | [ 24 ] | [ 25 ] | [ 27 ] | [ 29 ] | [ 32 ] | [ 34 ] | [ 36 ] | [ 37 ] | [ 19 ] | [ 38 ] | [ 39 ] |        | [ 1 ]  |

## Religion
Der Ort ist Sitz der Pfarrei St. Walburga und seit der Reformation evangelisch-lutherisch geprägt. Die Katholiken sind nach St. Bonifaz (Bad Windsheim) gepfarrt.

## Töchter und Söhne
- Heinz Bischof (1923–2020), Schriftsteller (Pseudonym: Günther Imm)[41]